# 台84線

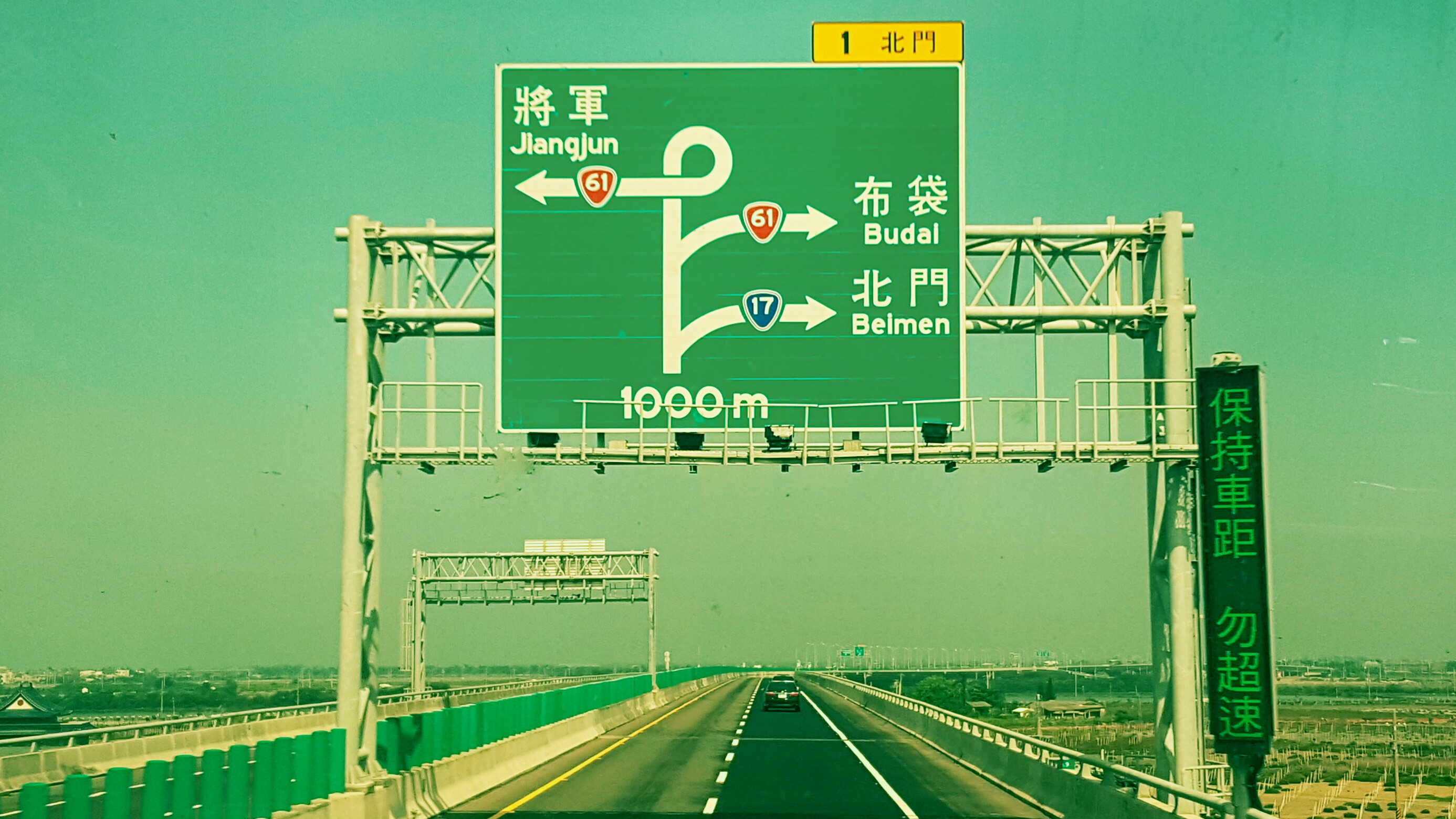
北門交流道西行出口預告

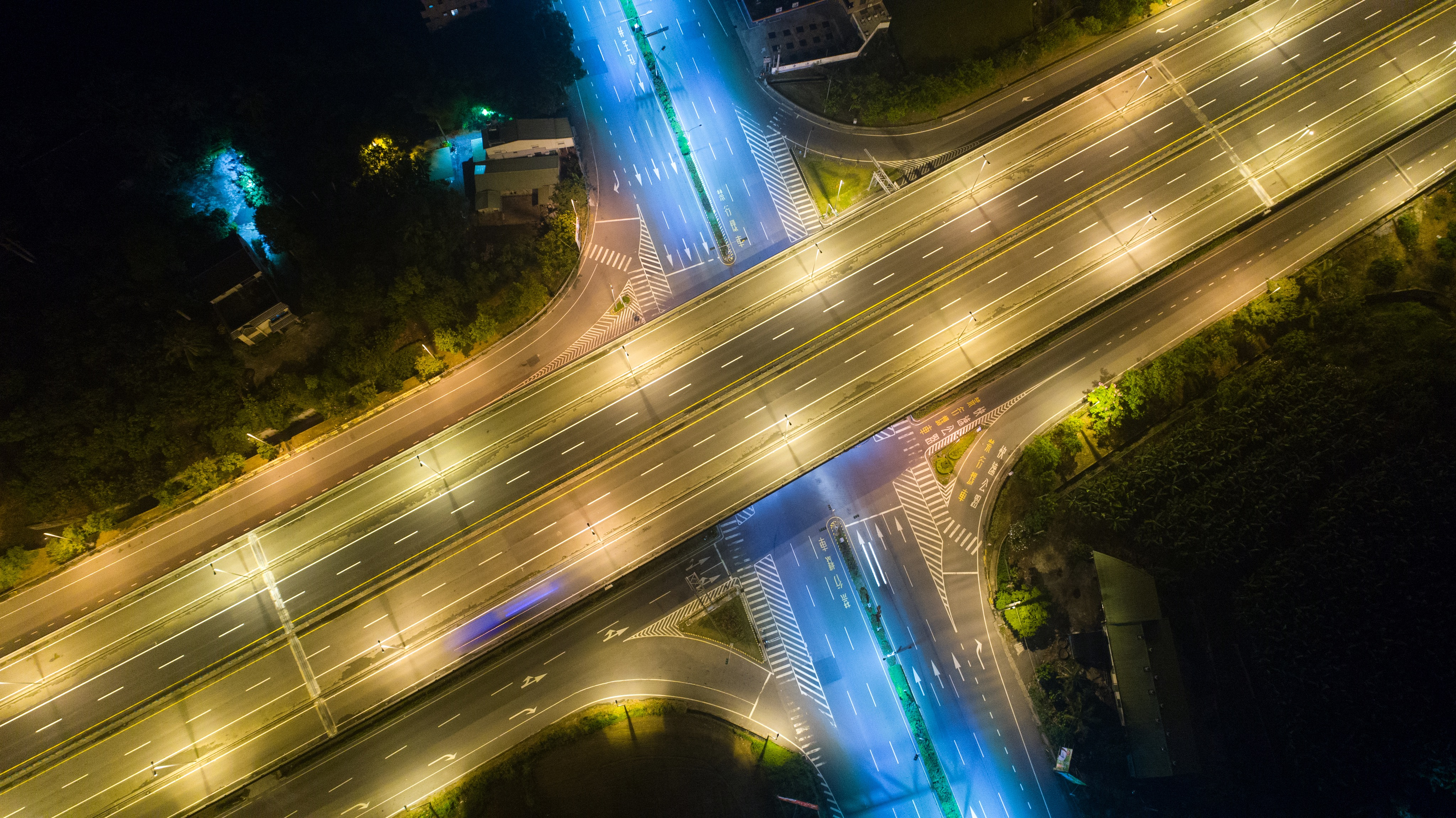
夜晚的渡頭交流道

台84線（東西向快速公路——北門玉井線），是臺灣位於臺南市北部之東西向省道快速公路。西起北門區北門交流道銜接台61線與台17線，東至玉井區銜接台20線，全長41.80公里。

## 概述
台84線自北門區之台61線分出，沿線經學甲區、下營區、麻豆區、官田區、大內區及玉井區等七個區，全長41.428公里，為全臺12條東西向快速公路中長度第二長的路線，也是全台快速公路中，第三長的快速公路，共設8處交流道，是臺南市北部聯絡西部濱海及東部山區的重要路網，此路是12條東西向快速公路之中三條具有速限100km/hr的快速公路之一。同時也是第二條聯絡台61線、國道1號、國道3號皆是立體交叉的封閉式快速公路，但過走馬瀨隧道後即降為平面道路直到玉井。
台84線於北門交流道至下營系統交流道（西側）路段橋下設有側車道，長12.95公里，配置東西雙向各5公尺寬地方連通道（部份路段為橋樑），已納編為臺南市區道南8線；台84線於麻豆交流道至渡頭交流道路段橋下亦設有側車道，其中台19甲線至渡頭交流道之路段已納入縣道系統，編號分別為市道171甲線、市道171乙線。

## 歷史
各路段詳細通車時間以及大事記如下：
- 1998年7月，渡頭交流道至玉井端通車。
- 2001年12月27日，官田系統交流道通車。
- 2007年8月20日，官田系統交流道至西庄交流道通車。
- 2010年8月2日，西庄交流道至麻豆交流道通車。
- 2011年10月2日，下營系統交流道至麻豆交流道通車。
- 2013年10月20日，下營系統交流道至學甲交流道通車。
- 2014年9月27日，北門交流道至學甲交流道通車，台84線全線通車。

## 特色
- 台84線是台灣第二條以高架橋立體交叉聯絡台61線、國道1號及國道3號的封閉式快速公路。
- 台84線起點北門交流道是台灣第二座2條省道快速公路交叉的交流道。（連結台61線、台17線，0k匝道與1k匝道合併）
- 台84線為東西向快速公路中橋梁長度第二長之路線，高架橋最長者為台74線。
- 台84線為南臺灣唯一與國道3號交匯後往東之山區仍有路段的快速公路，原始路程1小時縮為15分鐘。

## 設施

### 交流道
- 除14.0公里下營系統交流道出口匝道以及27.8公里官田系統交流道出口匝道外，全線開放汽缸總排氣量逾250c.c.之大型重型機車行駛[5]。
- 走馬瀨隧道以東之開放式道路，大部分平交路口的紅綠燈停用只閃黃燈，以維持快速通行時間[6]。
- 下方為交流道列表[7]：

| 台84線路線設施里程一覽表                         |       |                     |                                                         |                                     |                  | |                                                                                         |
| 標誌                                             | 里程  | 名稱                | 順樁預告                                                | 逆樁預告                            | 形式             | 通車日 | 銜接道路 →聯絡地區                                                                      |
| 0                                                | 0.0   | 北門                | 快速公路起點                                            | 將軍 布袋 北門 快速公路終點         | 複合型           | 2004年1月19日（南出北入銜接） 2007年11月22日（北出南入銜接） 2014年6月30日（立體化） 2014年9月27日（銜接） | 西部濱海快速公路、台17線、南8線 · →北門區、將軍區、布袋鎮新塭                           |
| 8                                                | 8.6   | 學甲                | 鹽水 學甲                                               | 學甲 鹽水                           | 分離式簡易鑽石型 | 2013年10月20日（西出東入） 2014年9月27日（東出西入）                                                       | 台19線、南8線 · →學甲區、鹽水區、頑皮世界野生動物園                                     |
| 14                                               | 14.0  | 下營系統            | 新營 麻豆                                               | 麻豆 新營                           | 苜蓿葉型         | 2011年10月2日（西出東入） 2013年10月20日（東出西入）                                                       | 中山高速公路                                                                            |
| 17                                               | 17.6  | 麻豆                | 下營 麻豆                                               | 麻豆 下營                           | 分離式簡易鑽石型 | 2010年8月2日（西出東入） 2011年10月2日（東出西入）                                                         | 台19甲線、市道171甲線 · →麻豆區、下營區                                                 |
| 21                                               | 21.2  | 西庄                | 西庄                                                    | 西庄                                | 平面Y型          | 2007年8月20日（西出東入） 2010年8月2日（東出西入）                                                         | 市道171甲線／市道171乙線 · ⇒市道171號 · 曾文溪堤防道路 · →官田區西庄                    |
| 26                                               | 26.5  | 渡頭                | 嘉義 台南 官田 善化                                     | （已於官田系統合併）                | 複合式鑽石型     | 1998年7月（西出東入） 2007年8月20日（東出西入）                                                            | 台1線／南181線、市道171乙線 · →官田區渡頭＆官田市區、善化區                             |
| 27                                               | 27.8  | 官田系統            | （已於渡頭合併）                                        | 善化 官田 台南 嘉義                 | 苜蓿葉型         | 2001年1月27日                                                                                              | 福爾摩沙高速公路                                                                        |
| 29.1~29.3                                        |       |                     |                                                         |                                     |                  | |                                                                                         |
| 29.8~29.9                                        |       |                     |                                                         |                                     |                  | |                                                                                         |
| 30.3~30.4                                        |       |                     |                                                         |                                     |                  | |                                                                                         |
| 31.2~31.4                                        |       |                     |                                                         |                                     |                  | |                                                                                         |
| 31.7~31.8                                        |       |                     |                                                         |                                     |                  | |                                                                                         |
| 32                                               | 32.5  | 頭社                | 頭社 大內                                               | 大內 頭社                           | 鑽石型           | 1998年7月                                                                                                  | 南182線 · →大內區頭社＆大內                                                             |
| 32.6                                             |       |                     |                                                         |                                     |                  | |                                                                                         |
| 33.8                                             |       |                     |                                                         |                                     |                  | |                                                                                         |
| 34.2~34.5                                        |       |                     |                                                         |                                     |                  | |                                                                                         |
| 35                                               | 35.2  | 二溪                | 大匏崙 二溪                                             | 二溪 大匏崙                         | 鑽石型           | 1998年7月                                                                                                  | 市道178號 · →大內區大匏崙＆二重溪                                                       |
| 35.0 介於二溪交流道兩側匝道之間，跨越市道178號。 |       |                     |                                                         |                                     |                  | |                                                                                         |
| 35.5~35.9                                        |       |                     |                                                         |                                     |                  | |                                                                                         |
| 37.0~37.1                                        |       |                     |                                                         |                                     |                  | |                                                                                         |
| 37.2~37.5 隧道                                   |       |                     |                                                         |                                     |                  | |                                                                                         |
| 37.6~37.7                                        |       |                     |                                                         |                                     |                  | |                                                                                         |
| 此處有交通號誌                                   | 37.8  | 環湖平交路口        | 環湖 快速公路終點 與南182線共線起點                     | 環湖 與南182線共線終點 快速公路起點 | 平交路口         | 1998年7月                                                                                                  | 南182線 · →大內區嗚頭                                                                   |
| 此處有交通號誌                                   | 37.9  | 走馬瀨農場 平交路口 | 走馬瀨農場                                              | 走馬瀨農場                          | 平交路口         | 1998年7月                                                                                                  | 聯絡道路 →走馬瀨農場                                                                    |
| 此處有交通號誌                                   | 38.3  | 內豐平交路口        | 內豐 與南182線共線終點                                  | 內豐 與南182線共線起點              | 平交路口         | 1998年7月                                                                                                  | 南182線 · →玉井區內豐                                                                   |
| 此處有交通號誌                                   | 38.9  | 口豐平交路口        | 口豐                                                    | 口豐                                | 平交路口         | 1998年7月                                                                                                  | （農路） →玉井區口豐                                                                    |
| 此處有交通號誌                                   | 39.3  | 豐里平交路口        | 內豐 口豐                                               | 口豐 內豐                           | 平交路口         | 1998年7月                                                                                                  | 南183線 · →玉井區口豐＆內豐                                                             |
| 此處有交通號誌                                   | 40.2  | 平交路口            | 不適用                                                  | 不適用                              | 平交路口         | 1998年7月                                                                                                  | （農路）                                                                                |
| －                                               |       |                     |                                                         |                                     |                  | |                                                                                         |
| 此處有交通號誌                                   | 40.9  | 玉豐平交路口        | 口豐 與南183線共線起點                                  | 口豐 與南183線共線終點              | 平交路口         | 1998年7月                                                                                                  | 南183線 · →玉井區口豐                                                                   |
| 此處有交通號誌                                   | 41.1  | 玉井平交路口        | 玉井市區 與南183線共線終點                              | 玉井市區 與南183線共線起點          | 平交路口         | 1998年7月                                                                                                  | 民權路 →玉井區玉井市區                                                                  |
| 41                                               | 41.80 | 玉井端              | 玉井市區 南化 甲仙 左鎮 曾文水庫 梅嶺 南化水庫 公路終點 | 公路起點                            | 直接式           | 1998年7月                                                                                                  | 台20線⇒台3線 · →玉井區玉井市區、楠西區、左鎮區、南化區 · 曾文水庫、梅嶺風景區、南化水庫 |
|                                                  |       |                     |                                                         |                                     |                  | |                                                                                         |

### 隧道
| 名稱       | 長度    | 竣工日期  |
| ---------- | ------- | --------- |
| 走馬瀨隧道 | 350公尺 | 1998年7月 |

## 車道數及速限
| 路段                   | 車道數 | 車道數 | 車道數 | 速限 （km/h） |
| 路段                   | 東行   | 西行   | 雙向   | 速限 （km/h） |
| ---------------------- | ------ | ------ | ------ | ------------- |
| 北門交流道～頭社交流道 | 2      | 2      | 4      |               |
| 頭社交流道～大內十號橋 | 2      | 2      | 4      |               |
| 大內十號橋～玉井端     | 2      | 2      | 4      |               |

## 後續計畫

### 台84線增設橋下道路連通道新建工程
- 「市道171乙線台鐵橋下道路開闢工程」，道路貫通後為台灣首府大學、國立台南藝術大學、總爺藝文中心及西庄、官田工業區等重要聯結，可提升鄰近大學間及工業區間聯結便利性，機慢車能以橋下道路連通，增進農民進出便利。[9]
- 另外，「台84線增設橋下道路連通道新建工程（國1至麻豆大排）」，西起國道1號東迄麻豆大排，於台84線橋下兩側增設地方連通道，總長約3.2公里，可提供下營區大埤里、仁里里及西連里等務農民眾通行便利，提升區域產業運輸效能，麻豆大排另設有封閉式防汛道路可連絡南55線與下營南外環道。
- 「台84線增設橋下道路連通道新建工程（麻豆大排至台19甲段）」，規劃中。
- 上述工程完工後，北門交流道至渡頭交流道之橋下道路連通道總長為25.5公里。

### 曾文溪景觀快速道路
- 升格前台南縣政府規劃從台84線西庄交流道，沿曾文溪北堤岸興建快速道路[10]，台17線以西路段與市道173號共構，目前防汛道路也是重要的「替代」快速道路。
- 曾文溪北岸堤防道路：起點台84線西庄交流道，經麻豆堤防堤頂道路（可聯絡台19甲線）→中山高橋下道路截彎取直→西港堤防道路（區道南40線，可聯絡台19線）→七股堤防道路至市道173號（可聯絡台17線），全線20公里無紅綠燈管制。

## 相關資訊
- 興建單位：交通部公路局
- 維護單位：交通部公路局
- 管理單位：臺南市政府警察局

## 外部連結
- 公路總局（页面存档备份，存于）